# القبول الأعمى
القبول الأعمى هو مصطلح يستخدم في الولايات المتحدة الأمريكية للإشارة إلى سياسة القبول في الكلية، حيث لا يأخذ في الاعتبار الوضع المالي لمقدم الطلب عند اتخاذ قرار القبول. تزيد هذه السياسة عمومًا من نسبة الطلاب المقبولين الذين يحتاجون إلى مساعدة مالية وغالبًا ما يتطلب تنفيذ هذه السياسة قيام المؤسسة التعليمية بتوفيرمصادر تمويل أخرى. يعد القبول الأعمى شرطًا قانونيًا للمؤسسات للمشاركة في إعفاء مكافحة الاحتكار المصرح به من قبل الكونغرس والذي يستمر حتى 30 سبتمبر 2022. قد تكون المؤسسة في حاجة إلى القبول الأعمى في أي سنة معينة بموجب سياسة (بحكم القانون) أو حسب الظروف (بحكم الواقع).
لا تستطيع العديد من الكليات والجامعات تقديم مساعدات مالية كافية لتغطية تكاليف جميع الطلاب المقبولين. بعض المؤسسات لا تمارس القبول الأعمى، في حين أن البعض الآخر قد يمارس القبول الأعمى، لكنها لا تستطيع تقديم المساعدة الكافية. بالإضافة إلى ذلك، فإن بعض الكليات التي تستخدم القبول لطلاب السنة الأولى المحليين قد لا توسع هذه السياسة لتشمل الطلاب الدوليين أو الطلاب المنقولين. وتميل الكليات التي لا تحتاج إلى مساعدة إلى أن تكون انتقائية، وذلك بسبب العدد الكبير من الطلبات التي تتلقاها.
كل مؤسسة لها تعريفها الخاص لتلبية الاحتياجات المثبتة بالكامل. تلبي بعض المدارس هذه الحاجة من خلال المنح و/أو منح الجدارة أو المواهب وحدها، في حين قد تشمل كليات أخرى القروض وبرامج العمل والدراسة. ونتيجة لذلك يمكن أن تختلف حزمة المساعدات المالية للطالب بشكل كبير بين المدارس التي تدعي أنها تلبي الاحتياجات الكاملة المثبتة.